# Xavier Mercier
Xavier Mercier (Alès, 25 luglio 1989) è un ex calciatore francese, di ruolo centrocampista.

## Caratteristiche tecniche
È un trequartista.

## Statistiche

### Presenze e reti nei club
Statistiche aggiornate al 2 agosto 2018.
| Stagione        | Squadra         | Campionato      | Campionato | Campionato | Coppe nazionali | Coppe nazionali | Coppe nazionali | Coppe continentali | Coppe continentali | Coppe continentali | Altre coppe | Altre coppe | Altre coppe | Totale | Totale | Totale |
| Stagione        | Squadra         | Comp            | Pres       | Reti       | Comp            | Pres            | Reti            | Comp               | Pres               | Reti               | Comp        | Pres        | Reti        | Pres   | Reti   |        |
| --------------- | --------------- | --------------- | ---------- | ---------- | --------------- | --------------- | --------------- | ------------------ | ------------------ | ------------------ | ----------- | ----------- | ----------- | ------ | ------ | ------ |
| 2009-2010       | Lesquin         | CFA2            | 12         | 6          | CF              | 0               | 0               |                    | -                  | -                  |             | -           | -           | 12     | 6      |        |
| 2010-2011       | Guingamp        | N               | 5          | 1          | CF+CdL          | 0               | 0               |                    | -                  | -                  |             | -           | -           | 5      | 1      |        |
| 2011-2012       | Guingamp        | L2              | 7          | 0          | CF+CdL          | 0+1             | 0               |                    | -                  | -                  |             | -           | -           | 8      | 0      |        |
| Totale Guingamp | Totale Guingamp | Totale Guingamp | 12         | 1          |                 | 1               | 0               |                    | -                  | -                  |             | -           | -           | 13     | 1      |        |
| 2012-2013       | Beauvais        | CFA             | 32         | 8          | CF              | 0               | 0               |                    | -                  | -                  |             | -           | -           | 32     | 8      |        |
| 2013-2014       | Beauvais        | CFA             | 27         | 9          | CF              | 2               | 0               |                    | -                  | -                  |             | -           | -           | 29     | 9      |        |
| Totale Beauvais | Totale Beauvais | Totale Beauvais | 59         | 17         |                 | 2               | 0               |                    | -                  | -                  |             | -           | -           | 61     | 17     |        |
| 2014-2015       | Boulogne        | N               | 31         | 7          | CF              | 5               | 4               |                    | -                  | -                  |             | -           | -           | 36     | 11     |        |
| 2015-2016       | Boulogne        | N               | 16         | 6          | CF              | 2               | 1               |                    | -                  | -                  |             | -           | -           | 18     | 7      |        |
| Totale Boulogne | Totale Boulogne | Totale Boulogne | 47         | 13         |                 | 7               | 5               |                    | -                  | -                  |             | -           | -           | 54     | 18     |        |
| 2015-2016       | Kortrijk        | D1              | 13         | 3          | CB              | 0               | 0               |                    | -                  | -                  |             | -           | -           | 13     | 3      |        |
| 2016-2017       | Kortrijk        | D1              | 23+7       | 2+2        | CB              | 3               | 0               |                    | -                  | -                  |             | -           | -           | 33     | 4      |        |
| Totale Kortrijk | Totale Kortrijk | Totale Kortrijk | 43         | 7          |                 | 3               | 0               |                    | -                  | -                  |             | -           | -           | 47     | 7      |        |
| 2017-2018       | Cercle Bruges   | D2              | 27         | 10         | CB              | 1               | 0               |                    | -                  | -                  |             | -           | -           | 28     | 10     |        |
| Totale carriera | Totale carriera | Totale carriera | 201        | 54         |                 | 14              | 5               |                    | -                  | -                  |             | -           | -           | 215    | 59     |        |

## Palmarès

### Club

#### Competizioni nazionali
- Campionato ungherese: 1

Ferencváros: 2022-2023